# ITF Las Cruces Women's Challenger 2013
L'ITF Las Cruces Women's Challenger 2013 è stato un torneo di tennis facente parte della categoria ITF Women's Circuit nell'ambito dell'ITF Women's Circuit 2013. Il torneo si è giocato a Las Cruces negli Stati Uniti dal 3 al 10 giugno 2013 su campi in cemento e aveva un montepremi di $25,000.

## Vincitrici

### Singolare
Mayo Hibi ha battuto in finale  Petra Rampre con il punteggio di 6–3, 6–0

### Doppio
María Fernanda Álvarez Terán /  Keri Wong hanno battuto in finale  Anamika Bhargava /  Mayo Hibi con il punteggio di 6–2, 6–2